# Vila Anny a Františka Gastgebových
Vila Anny a Františka Gastgebových je funkcionalistická stavba v Lázních Bohdaneč. 

## Historie
Vilu v Dukelské ulici čp. 280 navrhl architekt Josef Gočár v roce 1930 pro svoji sestru Annu Gastgebovou, rozenou Gočárovou, která po smrti manžela – poštmistra Františka Gastgeba – zůstala sama se třemi dětmi. V březnu 1930 zaslal Gočár své sestře první plán vily, v dubnu pak podrobnější nákres a v říjnu 1930 byla stavba zkoulaudována. Realizaci provedla bohdanečská stavební firma Oldřicha Kvapila.

## Architektura
Vila nese typické znaky funkcionalistické architektury: plochou střechu, pásové okno. Jediným střídmým dekorativním prvkem je korunní římsa.
V Gočárově portfoliu je návrh této stavby považován za spíše druhořadou práci.

## Zajímavost
Vila Anny a Františka Gastgebových je jedním ze zastavení naučné stezky Gočárův okruh.